# Auslandsvermögen
Als Auslandsvermögen (Abkürzung: AVS) bezeichnet man den Gesamtbestand aller Vermögen, die der Staat, Unternehmen oder Privatpersonen aus einem Land in anderen Ländern – also im Ausland – halten. Dazu gehören beispielsweise Beteiligungen an ausländischen Unternehmen (siehe Direktinvestitionen) und Finanzanlagen in ausländischen Titeln (Portfolioinvestitionen).

## Auslandsvermögen und Zahlungsbilanz

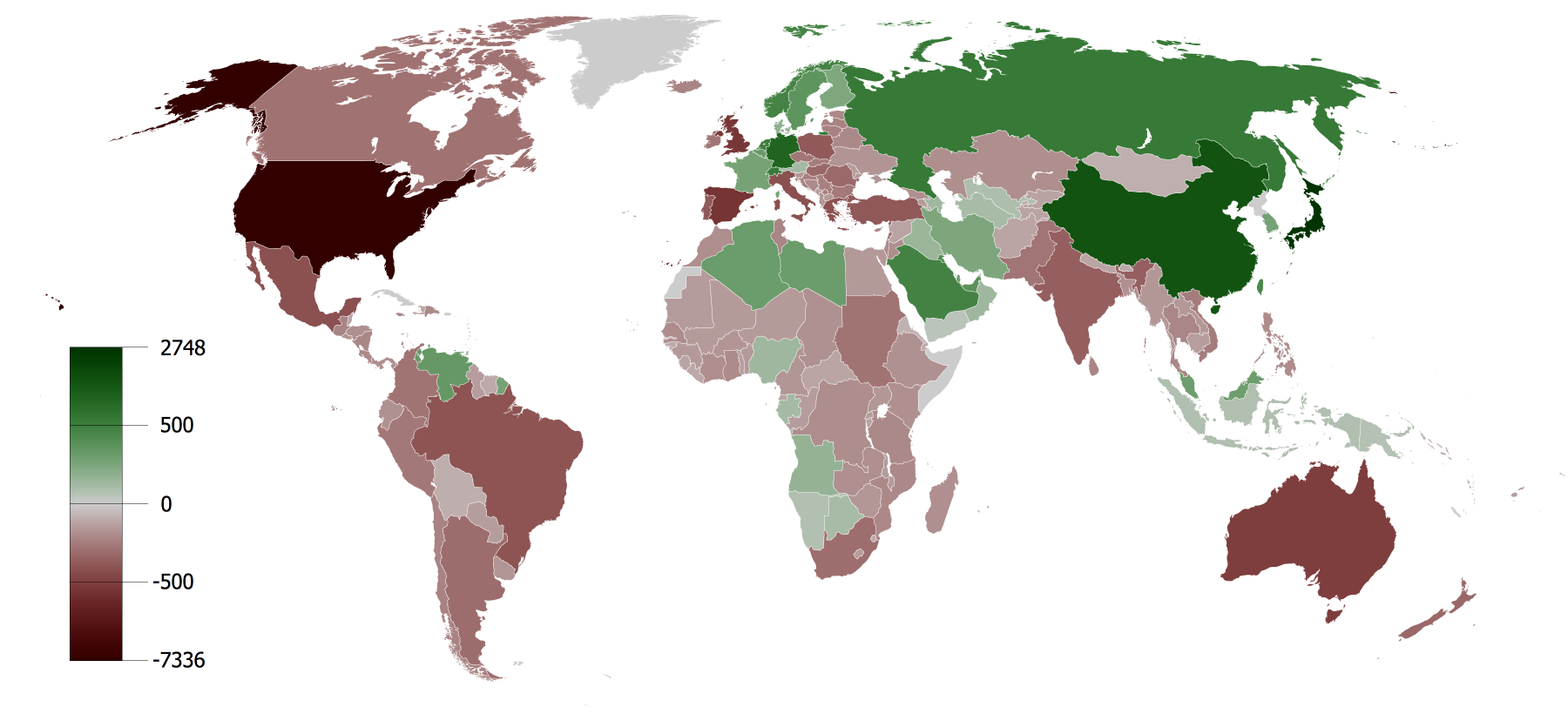
Leistungsbilanz (Kumulierte Leistungsbilanzsalden 1980 bis 2008):
grün = positiv, rot = negativ, grau = keine Daten

Das Auslandsvermögen hängt eng mit der Zahlungsbilanz zusammen. Das Auslandsvermögen enthält den Bestand der Auslandsaktiva und -passiva zu einem bestimmten Zeitpunkt. In der Zahlungsbilanz werden die Kapitalflüsse (Investitionen) während eines bestimmten Zeitraums aufgeführt. Die Kapitalexporte (Investitionen im Ausland) führen zu einer Zunahme der Auslandsaktiva und umgekehrt tragen die Kapitalimporte (ausländische Investitionen im Inland) zum Wachstum der Auslandspassiva bei. Tätigt ein Land mehr Investitionen im Ausland als umgekehrt, d. h. exportiert es netto Kapital, nimmt das Nettovermögen im Ausland zu. Spiegelbildlich dazu weist die Leistungsbilanz in diesem Fall einen Überschuss aus. Die Entwicklung des Auslandsvermögens wird allerdings nicht nur durch die Investitionen, sondern auch durch andere Faktoren beeinflusst. In den Beständen schlagen sich insbesondere die Schwankungen der Wechselkurse und Edelmetallpreise sowie die Veränderung der Aktienkurse nieder.

## Auslandsschulden
Auslandsschulden oder die Auslandsverschuldung ist ein Sammelbegriff für alle kurz-, mittel- und langfristigen Verpflichtungen/Verbindlichkeiten einer Volkswirtschaft gegenüber dem Ausland aus dem Handels- und Zahlungsverkehr sowie aus politischen Verpflichtungen, wie z. B. Reparationen.

## Nettoauslandsvermögen

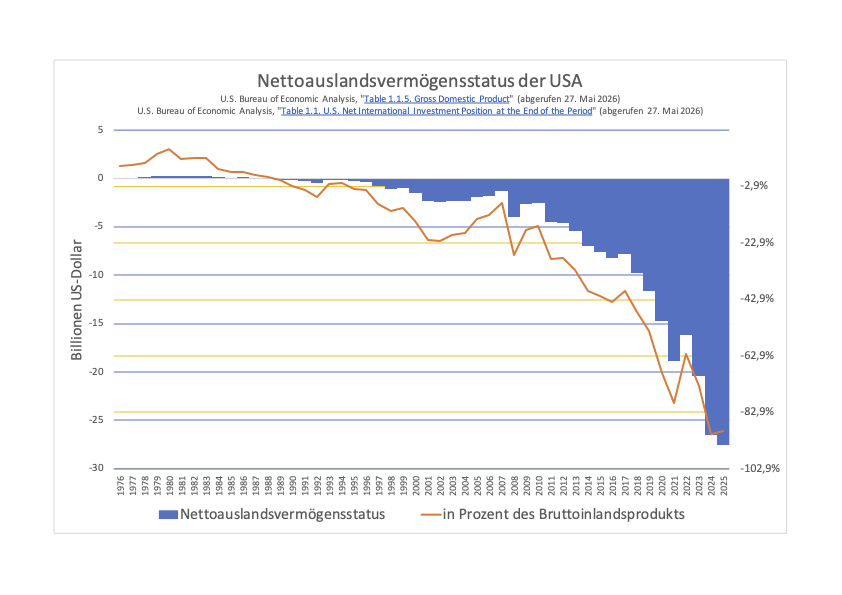
Nettoauslandsvermögensstatus der USA (1976–2007)

Das Gegenstück zum Auslandsvermögen eines Landes sind seine Auslandsschulden. Der Saldo zwischen beiden Größen wird als Nettoauslandsvermögen eines Landes bezeichnet, bei einem negativen Saldo als Nettoverschuldung gegenüber dem Ausland. Die Summe der Nettoauslandsvermögen und Nettoauslandsschulden aller Länder ergibt im Saldo immer genau Null. Um Aussagen über den Reichtum einer Volkswirtschaft zu machen, ist das Nettoauslandsvermögen insoweit besser geeignet als das (Brutto-)Auslandsvermögen, da einem hohen Auslandsvermögen eine hohe Auslandsverschuldung gegenüberstehen kann.
Der Auslandsvermögensstatus für Deutschland stellt die Höhe und Struktur der deutschen Auslandsforderungen und Auslandsverbindlichkeiten gegenüber dem Rest der Welt zum jeweiligen Stichtag dar.

### Tabelle
| Land                   | Jahr | Bruttoinlandsprodukt | Jahr     | Nettoauslandsvermögen | Jahr | Nettoauslandsvermögen in % des BIP |        |
| ---------------------- | ---- | -------------------- | -------- | --------------------- | ---- | ---------------------------------- | ------ |
| Hongkong               | 2014 | 2.253 Mrd. HKD       | 2014     | +1.114,87 Mrd. $      | 2016 | +284,0                             | [ 2 ]  |
| Singapur               | 2014 | 390,089 Mrd. SGD     | 2014     | +276,09 Mrd. $        | 2014 | +182,0                             |        |
| Norwegen               | 2014 | 3.149,681 Mrd. NOK   | 2014     | +592,04 Mrd. $        | 2014 | +170,9                             |        |
| Taiwan                 | 2010 | 430,580 Mrd. $       | 2010     | +659,915 Mrd. $       | 2010 | +153,3                             |        |
| Schweiz                | 2014 | 642,256 Mrd. CHF     | 2014     | +777,75 Mrd. $        | 2014 | +119,6                             |        |
| Saudi-Arabien          | 2014 | 2.798,432 Mrd. SR    | 2014     | +795,22 Mrd. $        | 2014 | +106,6                             |        |
| Niederlande            | 2015 | 676,531 Mrd. €       | 2016     | +529,253 Mrd. €       | 2016 | +75,9                              | [ 11 ] |
| Japan                  | 2015 | 532.136,400 Mrd. ¥   | 2015     | +339.263,000 Mrd. ¥   | 2015 | +63,8                              |        |
| Dänemark               | 2014 | 1.919,192 Mrd. DKK   | 2016     | +1.156,818 Mrd. DKK   | 2016 | +56,1                              | [ 11 ] |
| Deutschland            | 2015 | 3.032,820 Mrd. €     | 2016     | +1.705,043 Mrd. €     | 2016 | +54,4                              | [ 11 ] |
| Belgien                | 2015 | 410,351 Mrd. €       | 2016     | +208,701 Mrd. €       | 2016 | +49,5                              | [ 11 ] |
| Malta                  | 2015 | 8,784 Mrd. €         | 2016     | +4,693 Mrd. €         | 2016 | +47,4                              | [ 11 ] |
| Israel                 | 2016 | 311,739 Mrd. $       | 2017     | +135,124 Mrd. $       | 2017 | +43,3                              |        |
| Venezuela              | 2014 | 509,964 Mrd. $       | 2014(Q3) | +155,667 Mrd. $       | 2014 | +30,5                              |        |
| Luxemburg              | 2015 | 51,216 Mrd. €        | 2016     | +12,585 Mrd. €        | 2016 | +23,2                              | [ 11 ] |
| Südkorea               | 2016 | 1.404,383 Mrd. $     | 2016     | +278,500 Mrd. $       | 2016 | +19,8                              |        |
| Russland               | 2016 | 1.267,754 Mrd. $     | 2016     | +226,954 Mrd. $       | 2016 | +17,9                              |        |
| Schweden               | 2014 | 3.914,704 Mrd. SEK   | 2016     | −730,190 Mrd. SEK     | 2016 | +16,7                              | [ 11 ] |
| Volksrepublik China    | 2016 | 11.391,619 Mrd. $    | 2016     | +1.800,537 Mrd. $     | 2016 | +15,8                              |        |
| Argentinien            | 2016 | 541,748 Mrd. $       | 2016     | +55,380 Mrd. $        | 2016 | +10,2                              |        |
| Finnland               | 2015 | 209,149 Mrd. €       | 2016     | +15,305 Mrd. €        | 2016 | +7,1                               | [ 11 ] |
| Kanada                 | 2014 | 1.991,596 Mrd. CAD   | 2014     | +101,31 Mrd. $        | 2014 | +6,9                               |        |
| Österreich             | 2015 | 339,896 Mrd. €       | 2016     | +18,135 Mrd. €        | 2016 | +5,2                               | [ 11 ] |
| Vereinigtes Königreich | 2014 | 1.791,934 Mrd. £     | 2016     | −21,278. Mrd. £       | 2016 | −1,1                               | [ 11 ] |
| Nigeria                | 2014 | 568,508 Mrd. $       | 2014     | −60,459 Mrd. $        | 2014 | −10,6                              |        |
| Eurozone               | 2015 | 10.455,774 Mrd. €    | 2014     | −1.285,600 Mrd. €     | 2014 | −12,7                              | [ 28 ] |
| Philippinen            | 2014 | 284,582 Mrd. $       | 2014     | −40,700 Mrd. $        | 2014 | −14,3                              |        |
| Italien                | 2015 | 1.642,444 Mrd. €     | 2016     | −249,638 Mrd. €       | 2016 | −14,9                              | [ 11 ] |
| Kasachstan             | 2014 | 231,876 Mrd. $       | 2014     | −35,201 Mrd. $        | 2014 | −15,2                              |        |
| Frankreich             | 2015 | 2.181,064 Mrd. €     | 2016     | −351,142 Mrd. €       | 2016 | −15,8                              | [ 11 ] |
| Indien                 | 2016 | 2.250,987 Mrd. $     | 2016     | −364,700 Mrd. $       | 2016 | −16,2                              |        |
| Chile                  | 2016 | 247,028 Mrd. $       | 2016     | −43,601 Mrd. $        | 2016 | −17,7                              |        |
| Tschechien             | 2014 | 4.260,886 Mrd. CZK   | 2016     | −1.175,539 Mrd. CZK   | 2016 | −24,9                              | [ 11 ] |
| Brasilien              | 2014 | 2.346,118 Mrd. $     | 2014     | −776,537 Mrd. $       | 2014 | −33,1                              |        |
| Mexiko                 | 2014 | 1.282,720 Mrd. $     | 2014     | −426,553 Mrd. $       | 2014 | −33,3                              |        |
| Slowenien              | 2015 | 38,570 Mrd. €        | 2016     | −13,736 Mrd. €        | 2016 | −34,5                              | [ 11 ] |
| Estland                | 2015 | 20,251 Mrd. €        | 2016     | −7,797 Mrd. €         | 2016 | −37,3                              | [ 11 ] |
| Litauen                | 2014 | 36,309 Mrd. €        | 2016     | −16,726 Mrd. €        | 2016 | −43,3                              | [ 11 ] |
| Vereinigte Staaten     | 2016 | 18.675,3 Mrd. $      | 2016     | −8.109,7 Mrd. $       | 2016 | −43,4                              |        |
| Indonesien             | 2014 | 888,538 Mrd. $       | 2014     | −419,770 Mrd. $       | 2014 | −47,2                              |        |
| Rumänien               | 2014 | 666,637 Mrd. RON     | 2016     | −376,268 Mrd. RON     | 2016 | −49,6                              | [ 11 ] |
| Bulgarien              | 2014 | 82,164 Mrd. BGN      | 2016     | −47.542 Mrd. BGN      | 2016 | −51,3                              | [ 11 ] |
| Türkei                 | 2014 | 799,534 Mrd. $       | 2014     | −437,029 Mrd. $       | 2014 | −54,7                              |        |
| Australien             | 2014 | 1.558,586 Mrd. AUD   | 2014     | −866,700 Mrd. AUD     | 2014 | −55,6                              |        |
| Slowakei               | 2015 | 78,686 Mrd. €        | 2016     | −47,063 Mrd. €        | 2016 | −58,1                              | [ 11 ] |
| Lettland               | 2015 | 24,349 Mrd. €        | 2016     | −14,554 Mrd. €        | 2016 | −58,2                              | [ 11 ] |
| Ungarn                 | 2014 | 31.864,867 Mrd. HUF  | 2016     | −20,662.860 Mrd. HUF  | 2016 | −58,9                              | [ 11 ] |
| Polen                  | 2014 | 1.728,676 Mrd. Zł    | 2016     | −1,146.824 Mrd. Zł    | 2016 | −61,9                              | [ 11 ] |
| Neuseeland             | 2013 | 237,769 Mrd. NZD     | 2014     | −154,592 Mrd. NZD     | 2014 | −64,7                              |        |
| Kroatien               | 2014 | 328,927 Mrd. HRK     | 2016     | −244,493 Mrd. HRK     | 2016 | −71,2                              | [ 11 ] |
| Spanien                | 2016 | 1.113,851 Mrd. €     | 2016     | −938,434 Mrd. €       | 2016 | −83,9                              | [ 11 ] |
| Portugal               | 2015 | 179,540 Mrd. €       | 2016     | −194,358 Mrd. €       | 2016 | −105,1                             | [ 11 ] |
| Zypern                 | 2015 | 17,637 Mrd. €        | 2016     | −22,453 Mrd. €        | 2016 | −125,4                             | [ 11 ] |
| Griechenland           | 2015 | 175,697 Mrd. €       | 2016     | −240,107 Mrd. €       | 2016 | −136,5                             | [ 11 ] |
| Irland                 | 2015 | 255,815 Mrd. €       | 2016     | −492,505 Mrd. €       | 2016 | −185,3                             | [ 11 ] |
| Island                 | 2014 | 1.993,336 Mrd. ISK   | 2014     | −7,936.987 Mrd. ISK   | 2014 | −398,2                             | [ 46 ] |
| Land                   | Jahr | Bruttoinlandsprodukt | Jahr     | Nettoauslandsvermögen | Jahr | Nettoauslandsvermögen in % des BIP |        |

### Statistiken
- Internationale Währungsfonds mit Länderliste mit Links z. B. zum Auslandsvermögen (international investment position) (engl.)
- Internationaler Währungsfonds (IWF) World Economic Outlook Database, April 2011 (Länderspezifische Datenbank zu den wichtigsten ökonomischen Indikatoren)